# Resolução 302 do Conselho de Segurança das Nações Unidas
Resolução 302 do Conselho de Segurança das Nações Unidas, aprovada em 24 de novembro de 1971, após reafirmar as resoluções anteriores sobre o tema, o Conselho expressou seu agradecimento pelo trabalho realizado pela Missão Especial estabelecida na Resolução 294. O Conselho de Segurança lamentou a falta de cooperação com a Missão Especial dos portugueses e apelou ao seu Governo para que tome medidas eficazes para que a integridade territorial do Senegal seja respeitada e para prevenir atos de violência e destruição contra o território e o seu povo.
O Conselho apelou ainda a Portugal que respeitasse o direito inalienável à autodeterminação e independência do povo da Guiné (Bissau), solicitou ao Presidente do Conselho de Segurança e ao Secretário-Geral um relatório sobre a implementação da resolução e declarou que se Portugal deixou de cumprir as disposições da resolução que o Conselho se reuniria para considerar as iniciativas e medidas que a situação exige.
A resolução foi adotada por 14 votos a favor; os Estados Unidos se abstiveram de votar.